# Draconarius neixiangensis
Draconarius neixiangensis är en spindelart som först beskrevs av Hu, Wang och Wang 1991.  Draconarius neixiangensis ingår i släktet Draconarius och familjen mörkerspindlar. Inga underarter finns listade i Catalogue of Life.